# Mycteroperca
Genre
Mycteroperca est un genre de poissons de la famille des Serranidae dont les plus connus sont les « mérous ».

## Liste des espèces
Selon World Register of Marine Species (30 mai 2017) :
- Mycteroperca acutirostris (Valenciennes, 1828)
- Mycteroperca bonaci (Poey, 1860)
- Mycteroperca cidi Cervigón, 1966
- Mycteroperca fusca (Lowe, 1838)
- Mycteroperca interstitialis (Poey, 1860) - badèche gueule jaune
- Mycteroperca jordani (Jenkins & Evermann, 1889)
- Mycteroperca microlepis (Goode & Bean, 1879)
- Mycteroperca olfax (Jenyns, 1840)
- Mycteroperca phenax Jordan & Swain, 1884
- Mycteroperca prionura Rosenblatt & Zahuranec, 1967
- Mycteroperca rosacea (Streets, 1877)
- Mycteroperca rubra (Bloch, 1793)
- Mycteroperca tigris (Valenciennes, 1833)
- Mycteroperca venenosa, Yellowfin grouper (en)(Linnaeus, 1758)
- Mycteroperca xenarcha Jordan, 1888

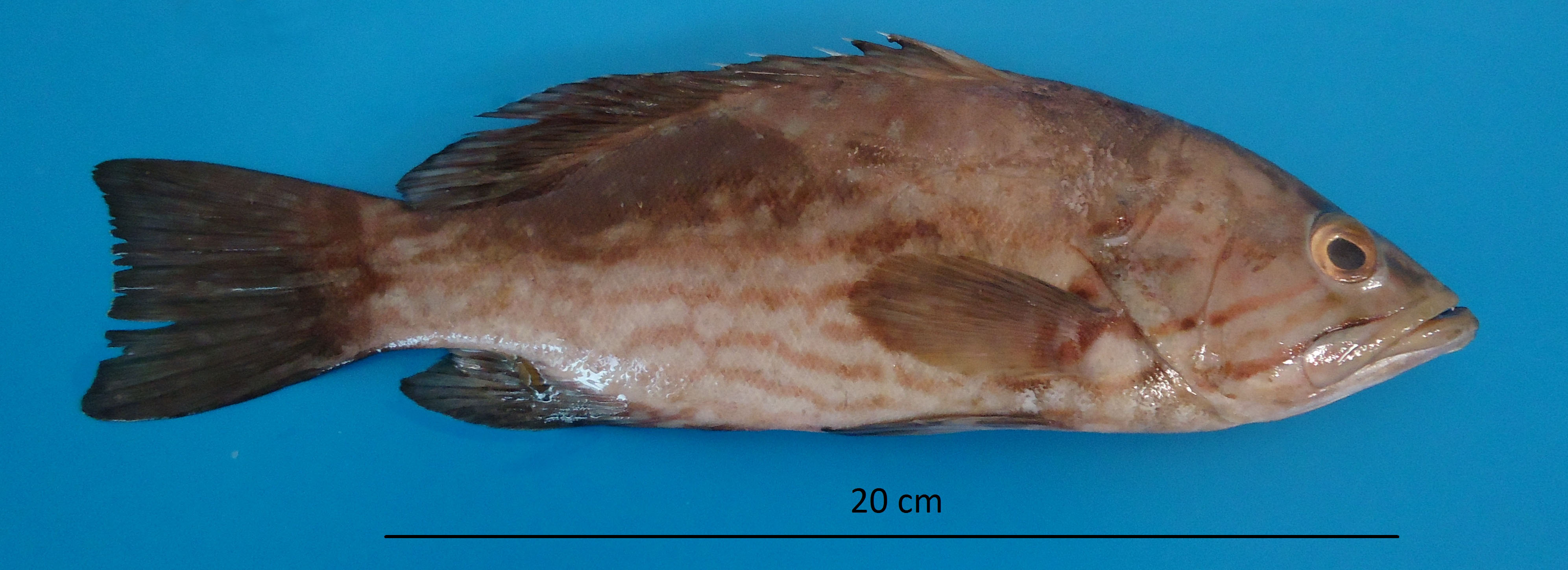
Myctoperca acutirostris
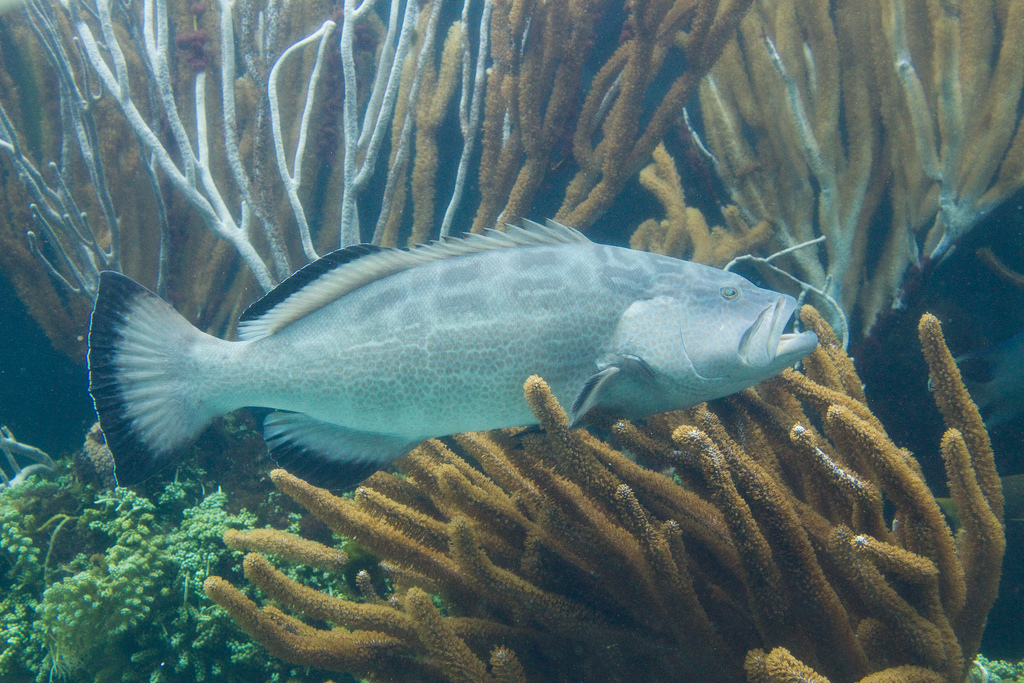
Mycteroperca bonaci
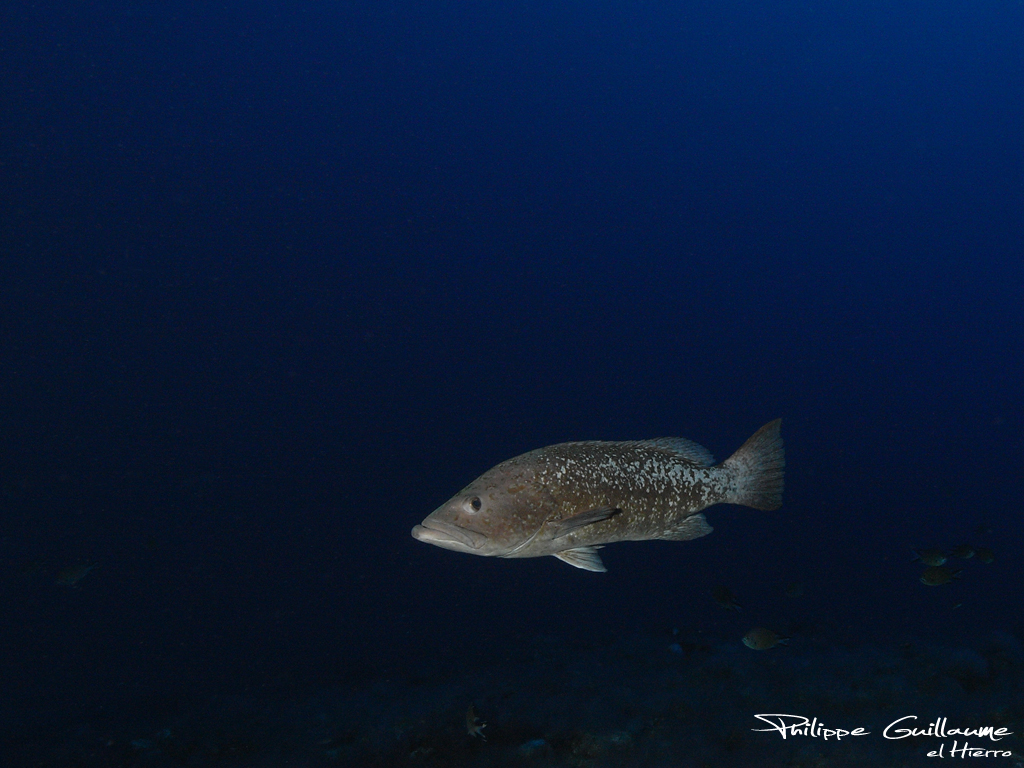
Mycteroperca fusca
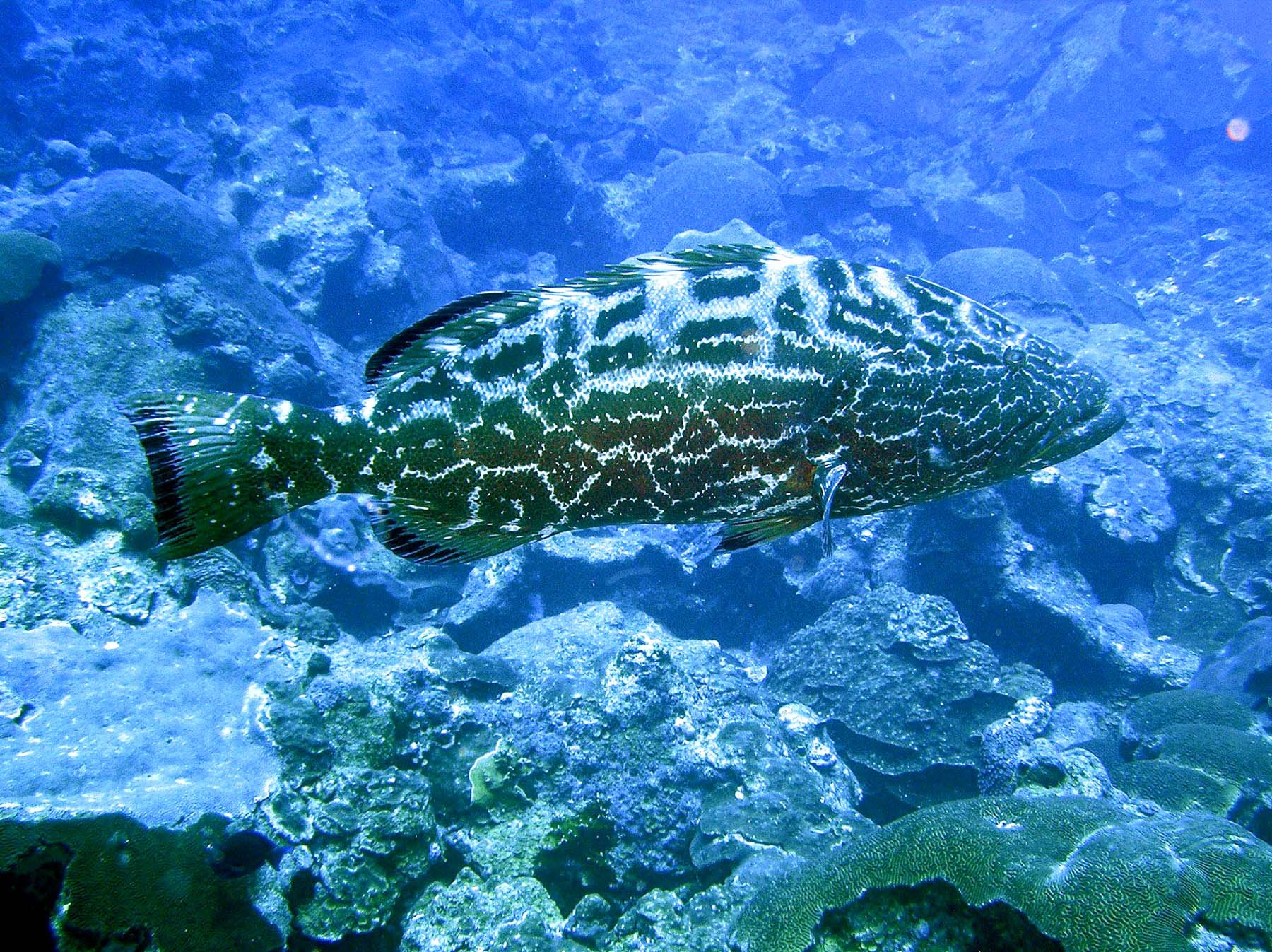
Mycteroperca interstitialis
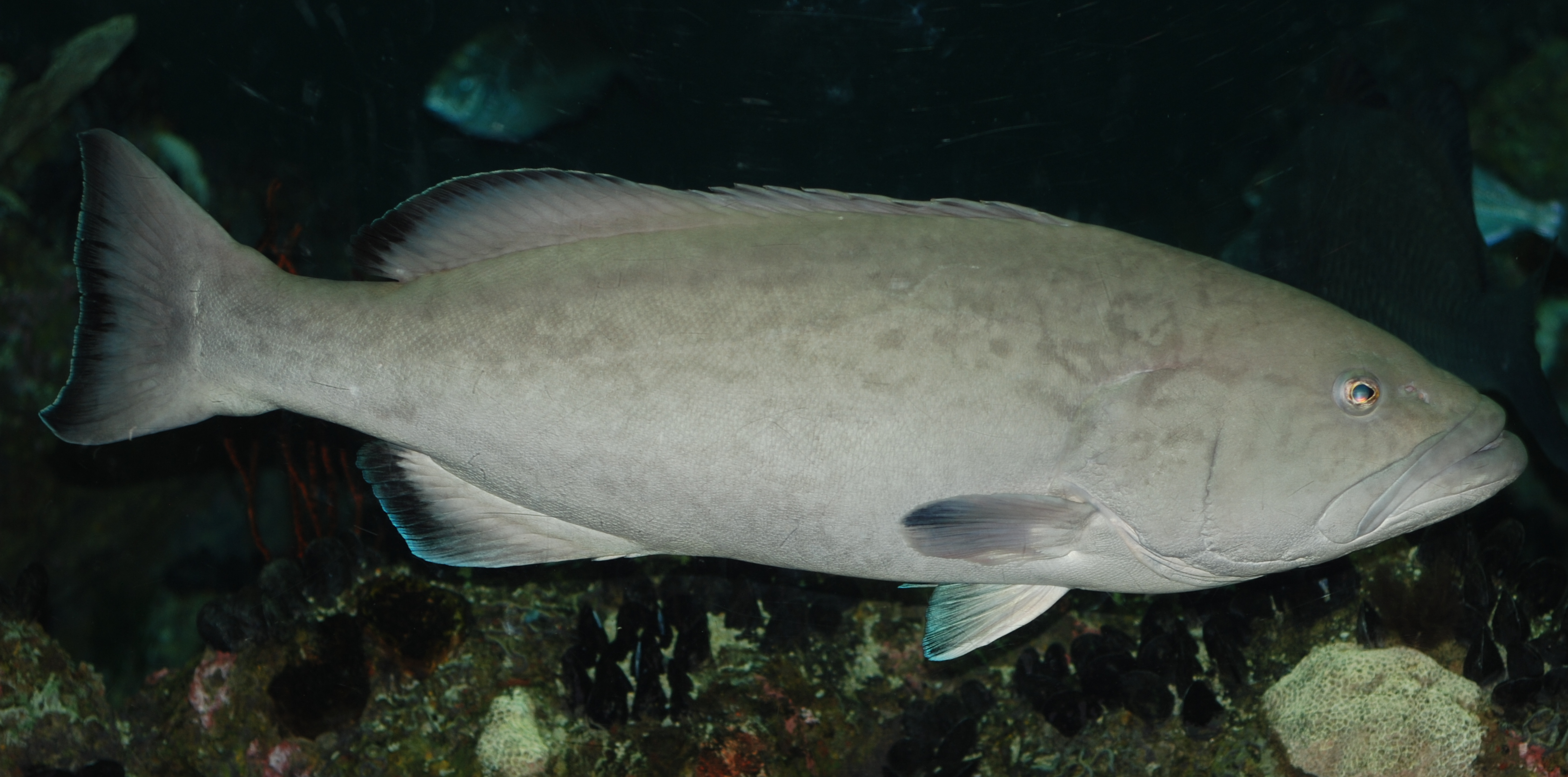
Mycteroperca microlepis
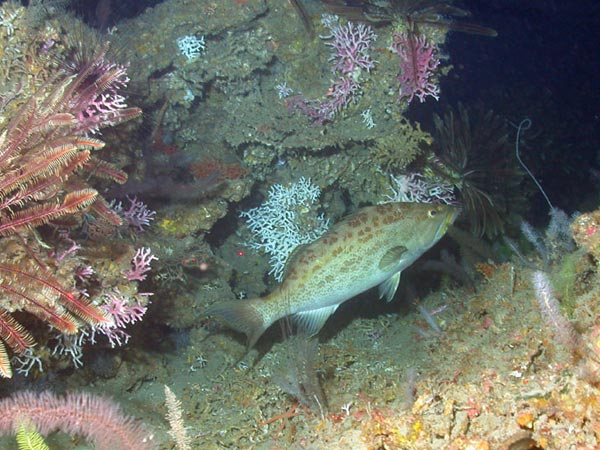
Mycteroperca phenax
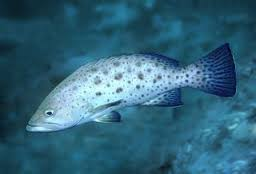
Mycteroperca prionura
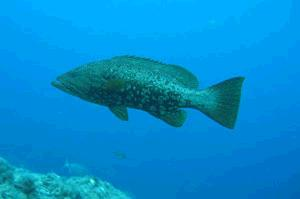
Mycteroperca rubra
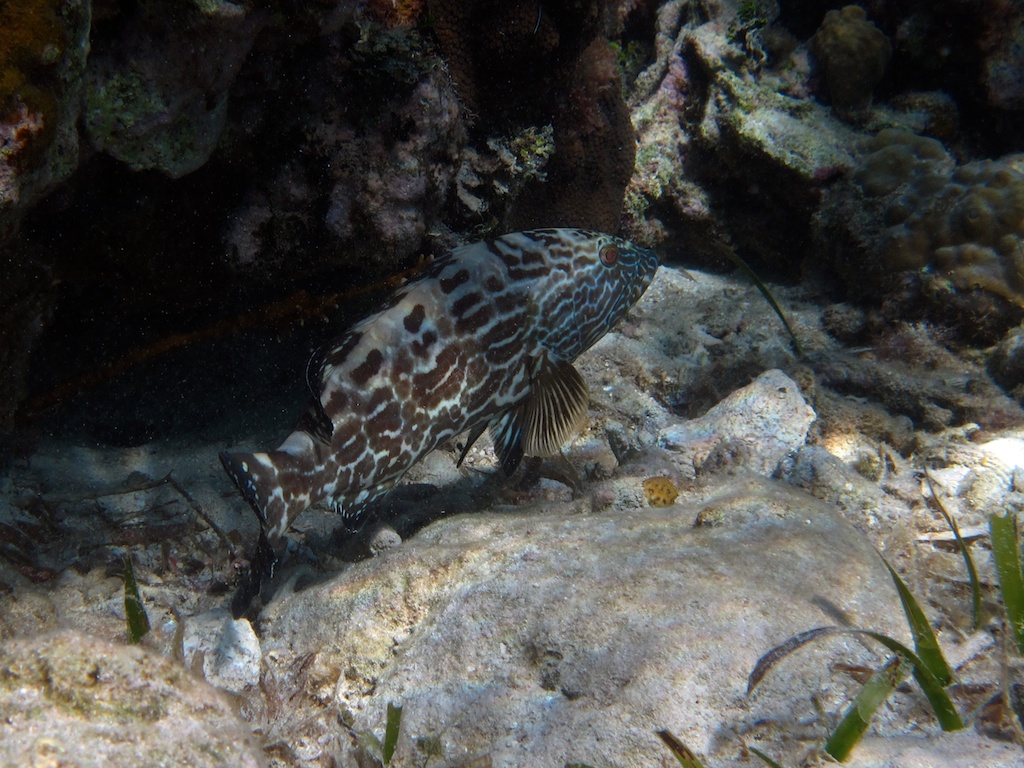
Mycteroperca tigris
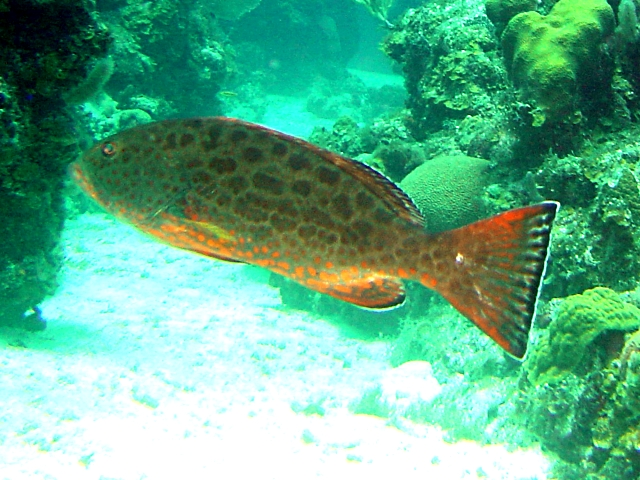
Mycteroperca venenosa
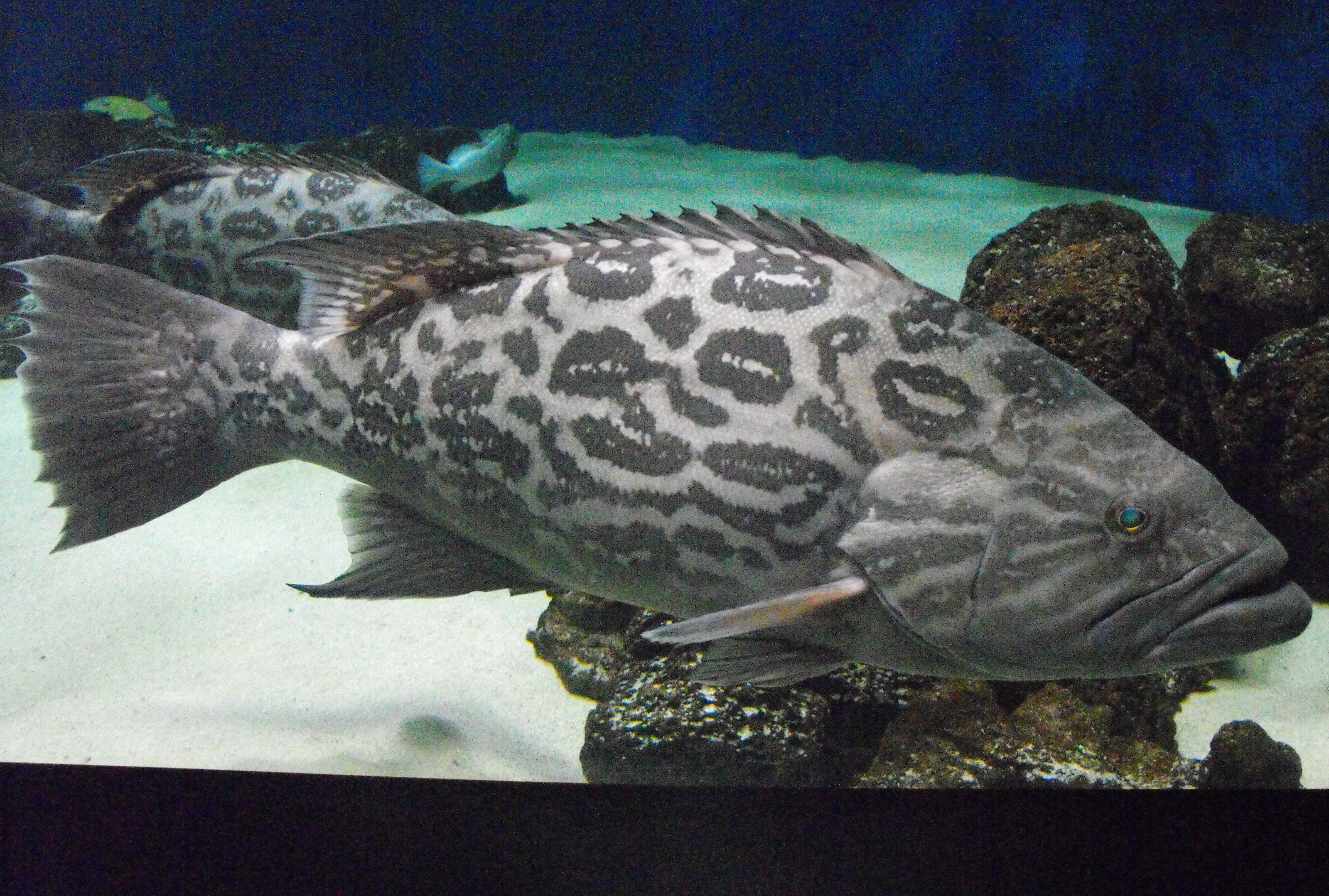
Mycteroperca xenarcha